# Bell X-22
Il Bell X-22 era un convertiplano sperimentale di tipo V/STOL con quattro turboventole intubate basculanti. Il decollo poteva essere effettuato sia verticalmente con i rotori diretti verso l'alto che su una pista corta con le gondole dei motori inclinate di circa 45°. Inoltre, l'X-22 doveva fornire un approccio più esteso al problema della creazione di un mezzo da trasporto tattico di truppe a decollo verticale, come il predecessore Hiller X-18 così come del suo successore Bell XV-15.

## Storia del progetto
Nel 1962, la US Navy annunciò la sua richiesta per due prototipi di velivolo con caratteristiche V/STOL, propulsi da ventole intubate poste in gondole. La Bell Helicopter aveva già ottenuto una notevole esperienza con velivoli VTOL ed era in grado di utilizzare un prototipo statico già sviluppato. Nel 1964 il prototipo, che era chiamato come riferimento interno alla Bell Modello D2127, fu ordinato dalla marina e ricevette la designazione di X-22.
Diversamente da altri velivoli a rotori basculanti, come il Bell XV-3, la transizione tra volo stazionario e volo orizzontale avveniva quasi immediatamente. Comunque, l'interesse si sviluppò maggiormente verso proprietà VTOL e V/STOL piuttosto che verso lo specifico progetto del velivolo in questione.
Benché l'X-22 fosse considerato il miglior velivolo del suo tipo all'epoca, il programma venne cancellato. La richiesta velocità minima di 525 km/h non venne mai raggiunta. Il secondo prototipo fu portato al Cornell Aeronautic Laboratory per ulteriori prove.

Le eliche a ventola intubata furono considerate utilizzabili, ciononostante non furono più riproposte in un velivolo militare statunitense.

## Tecnica
Il velivolo era dotato di quattro ali a coppie sfalsate, con la coppia posteriore più lunga (11,96 m contro 7,01 m) della coppia anteriore.

Quattro eliche tripala erano montate sulle quattro ali e, sincronizzate attraverso un sistema di interconnessione ad onda, erano connesse a quattro turbine a gas; queste ultime erano poste a coppie sulle ali posteriori.
Le manovre venivano ottenute basculando le eliche in combinazione con le superfici di controllo. Infatti il velivolo era dotato sia di equilibratori (superfici mobili di controllo dei piani di coda) che di alettoni, posizionati all'interno del flusso di spinta delle eliche.

Sfruttando l'effetto suolo poteva raggiungere in volo stazionario una tangenza di 3650 m (1650 m senza effetto suolo).

## Impiego operativo
Il volo inaugurale del prototipo avvenne il 17 marzo 1966.
A causa della ridotta manutenzione, il prototipo si schiantò l'8 agosto 1966, ed i tecnici prelevarono da esso vari componenti per mantenere in condizioni di volo il secondo prototipo. La fusoliera venne ancora usata come simulatore di volo per qualche tempo.
Il secondo X-22 volò per la prima volta il 26 agosto 1967. Nella prima parte di quell'anno, venne equipaggiato con un controllo di volo variabile ed un sistema di stabilizzazione del Cornell Aeronautic Laboratory, che migliorava le prestazioni di volo.
L'ultimo volo avvenne nel 1988.

## Esemplari esistenti
L'aereo è attualmente (2013) esposto al Niagara Aerospace Museum, New York.